# Solanum ×curtilobum
Espèce
Solanum ×curtilobum est une espèce hybride de pommes de terre issue du croisement de deux espèces cultivées, Solanum juzepczukii (tétraploïde) et Solanum tuberosum (tétraploïde). C'est une espèce pentaploïde (2n = 5x = 60). Ses tubercules amers nécessitent d'être préparés sous forme de chuño pour pouvoir être consommés.